# تشن دينغ
تشن دينغ (بالصينية: 陈定) (و. 1992  م) هو عداء مشي، ومنافس ألعاب قوى، من جمهورية الصين الشعبية، ولد في دالي، شارك في ألعاب أولمبية صيفية 2012، وألعاب القوى في الألعاب الأولمبية الصيفية 2016.

## التعليم
تعلم في South China University of Technology ‏.

## روابط خارجية
- تشن دينغ على موقع الاتحاد الدولي لألعاب القوى (الإنجليزية)
- تشن دينغ على موقع اللجنة الأولمبية الدولية (الإنجليزية)
- تشن دينغ على موقع أوليمبيديا (الإنجليزية)
- تشن دينغ على موقع اللجنة الأولمبية الصينية (الإنجليزية)